# Dicranomyia puncticosta
Dicranomyia puncticosta är en tvåvingeart som beskrevs av Enrico Adelelmo Brunetti 1912. Dicranomyia puncticosta ingår i släktet Dicranomyia och familjen småharkrankar. Inga underarter finns listade i Catalogue of Life.